# Skrilje
Skrilje (Duits: Schrilach) is een plaats in Slovenië en maakt deel uit van de gemeente Ajdovščina in de NUTS-3-regio Goriška. De plaats telde 317 inwoners op 1 januari 2020.

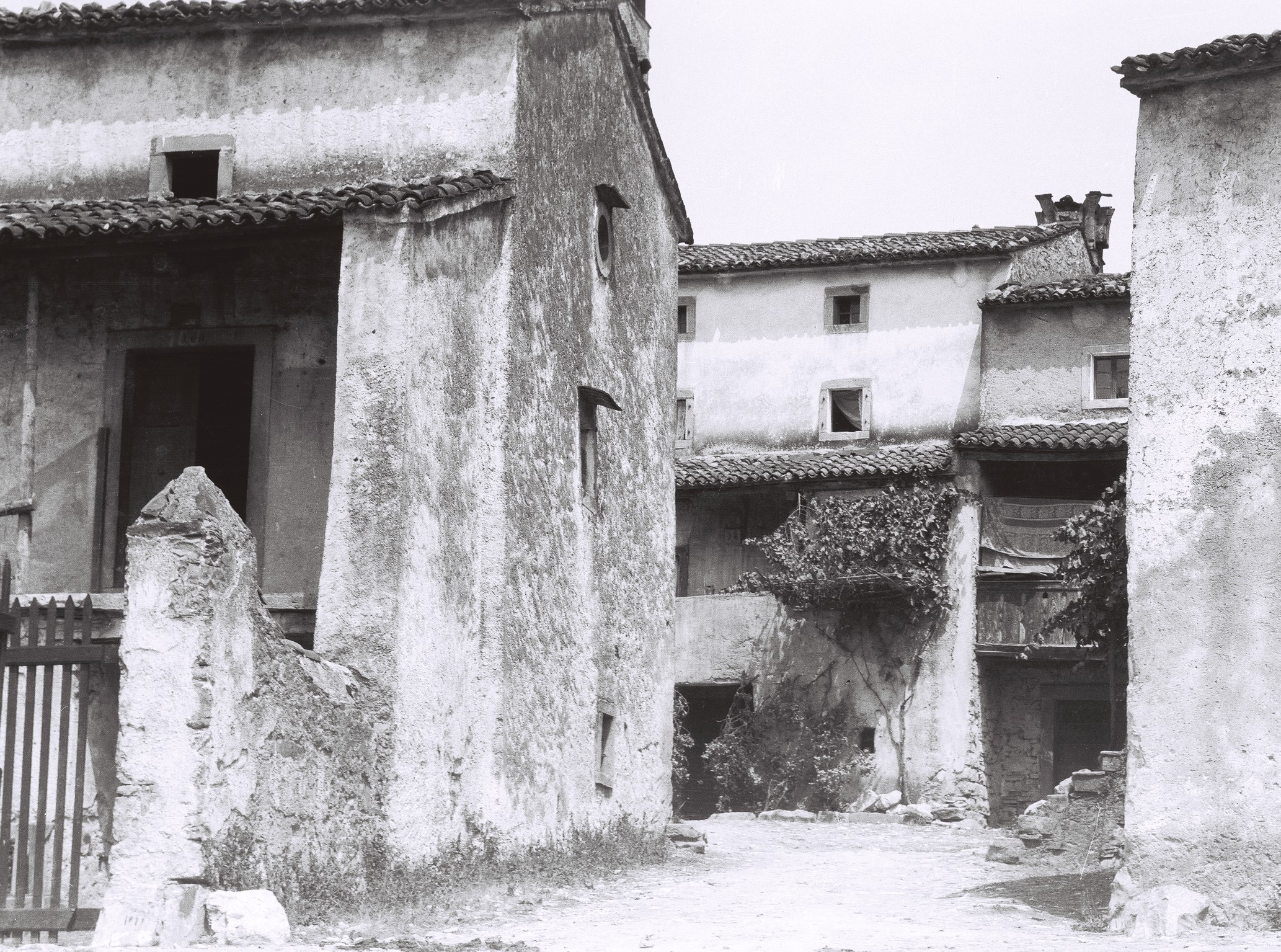
Straatje in het dorp